# Mark van Bommel
Mark Peter Gertuda Andreas van Bommel (født 22. april 1977 i Maasbracht, Holland) er en tidligere hollandsk fodboldspiller, der spillede som midtbanespiller. Han har tidligere spillet for Fortuna Sittard og PSV Eindhoven i sit hjemland, for FC Barcelona i Spanien samt for tyske FC Bayern München og italienske AC Milan.
Van Bommel vandt med PSV Eindhoven hele fire hollandske mesterskaber og én pokaltitel. I FC Barcelona vandt han i sin ene sæson både La Liga og Champions League, og efter sit skifte til Bayern München var han med klubben med til at vinde både Bundesligaen og DFB-Pokalen to gange.
Van Bommel er to gange, i 2001 og 2005, blevet kåret til Årets Spiller i hollandsk fodbold.
I januar 2014 bekræftede kilder, at Mark var blevet assistenttræner for Hollands U17 landshold.

## Landshold
Van Bommel nåede at spille 79 kampe for Hollands landshold, som han debuterede for den 7. oktober 2000 i et opgør mod Cypern. Han scorede sit første landskampsmål den 14. marts 2001 i en kamp mod Andorra.
Van Bommel blev af den daværende landstræner Marco van Basten udtaget til den hollandske trup til både VM i 2006 i Tyskland, hvor holdet nåede 1/8-finalerne, hvor man dog blev sendt ud af Portugal. Senere deltog han også ved VM 2010 i Sydafrika samt EM 2012 i Polen/Ukraine. Efter sidstnævnte slutrunde stoppede van Bommel på landsholdet.

## Titler
Æresdivisionen
- 2000, 2001, 2003 og 2005 med PSV Eindhoven

Hollands pokalturnering
- 2005 med PSV Eindhoven

La Liga
- 2006 med FC Barcelona

Bundesligaen
- 2008 og 2010 med Bayern München

DFB-Pokal
- 2008 og 2010 med Bayern München

Champions League
- 2006 med FC Barcelona